# Parothelais sericans
Parothelais sericans là một loài bọ cánh cứng trong họ Cerambycidae.